# 涅米卡河
53°58′25″N 14°49′09″E / 53.97361°N 14.81917°E

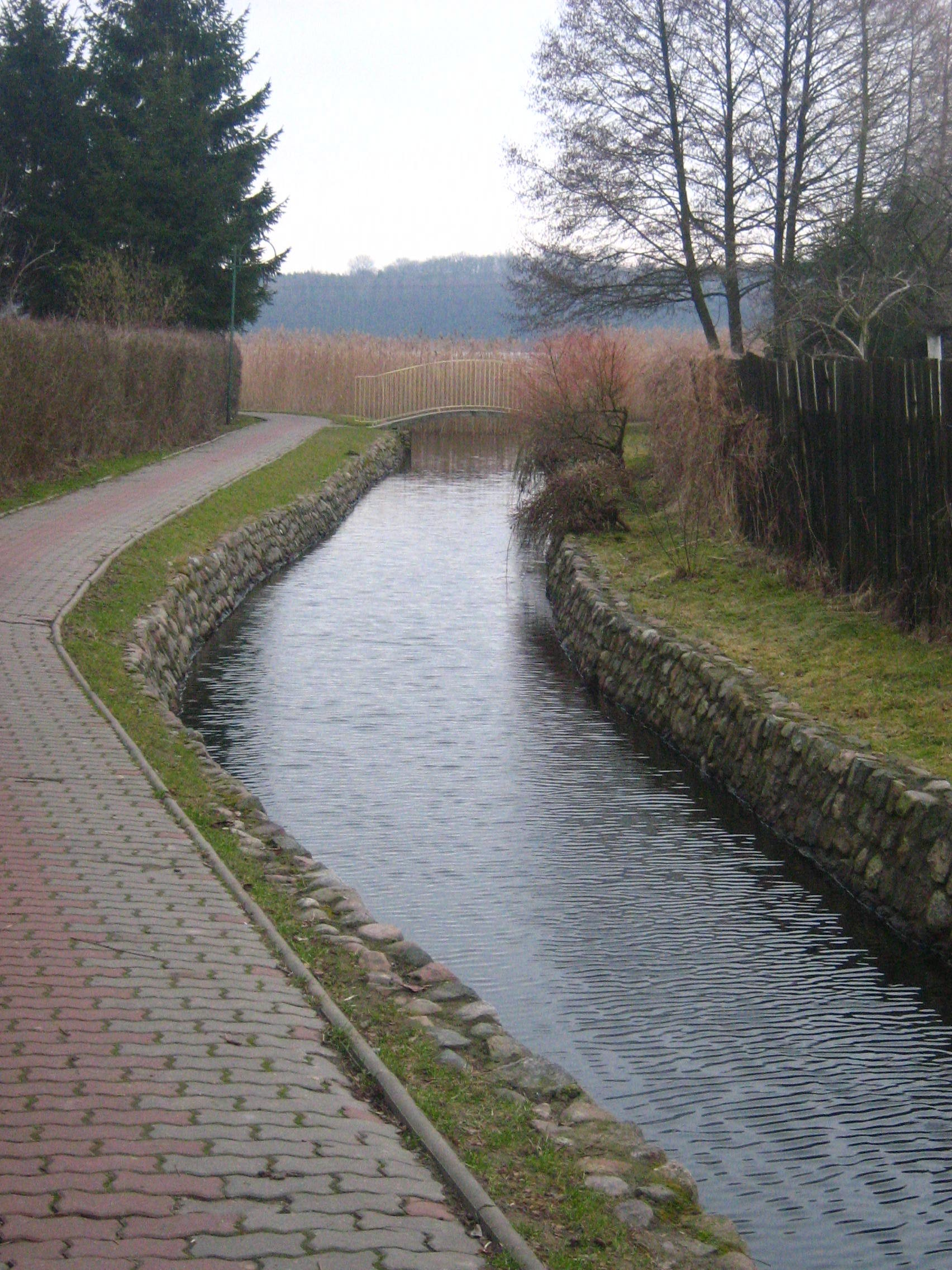

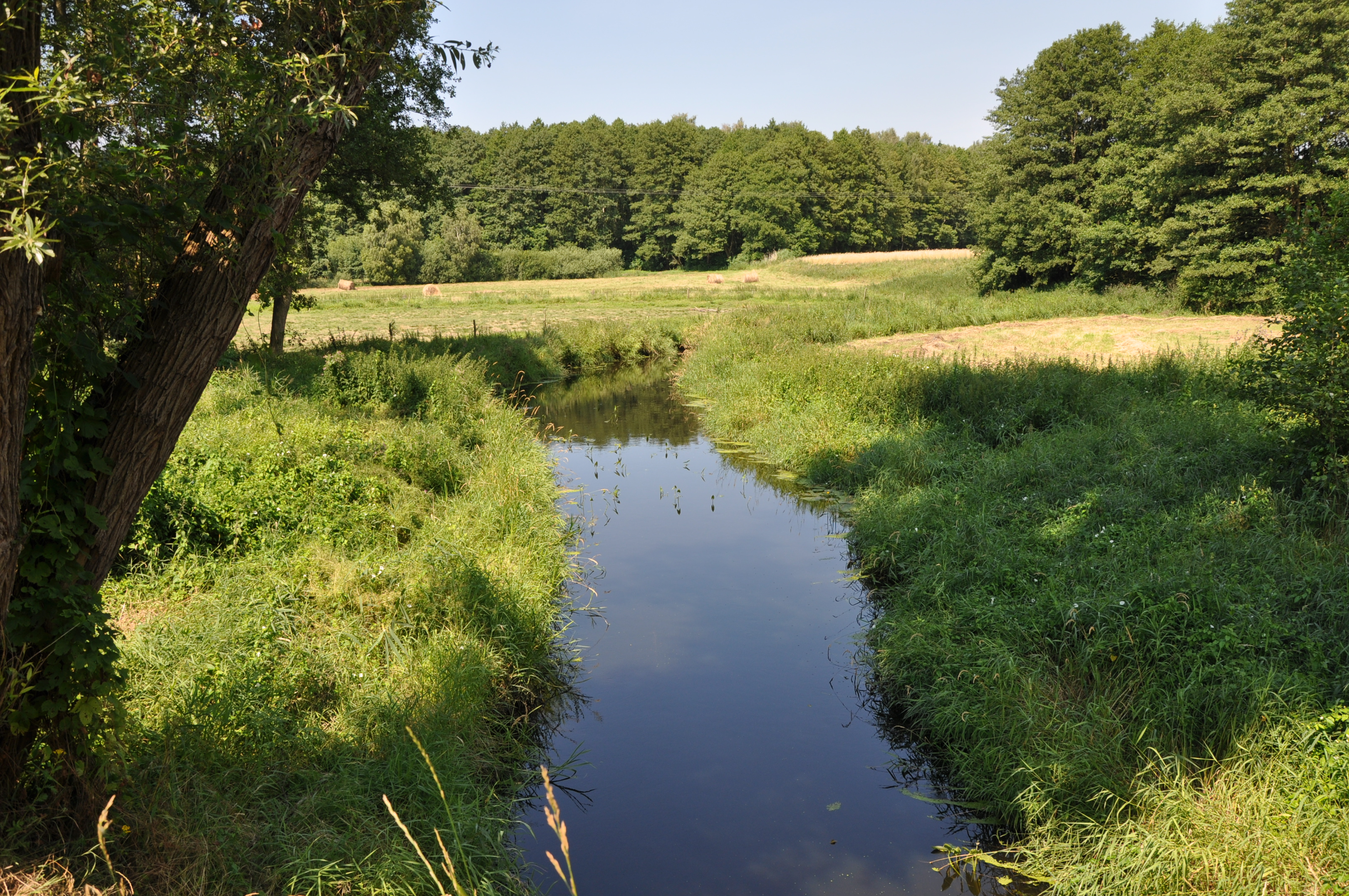

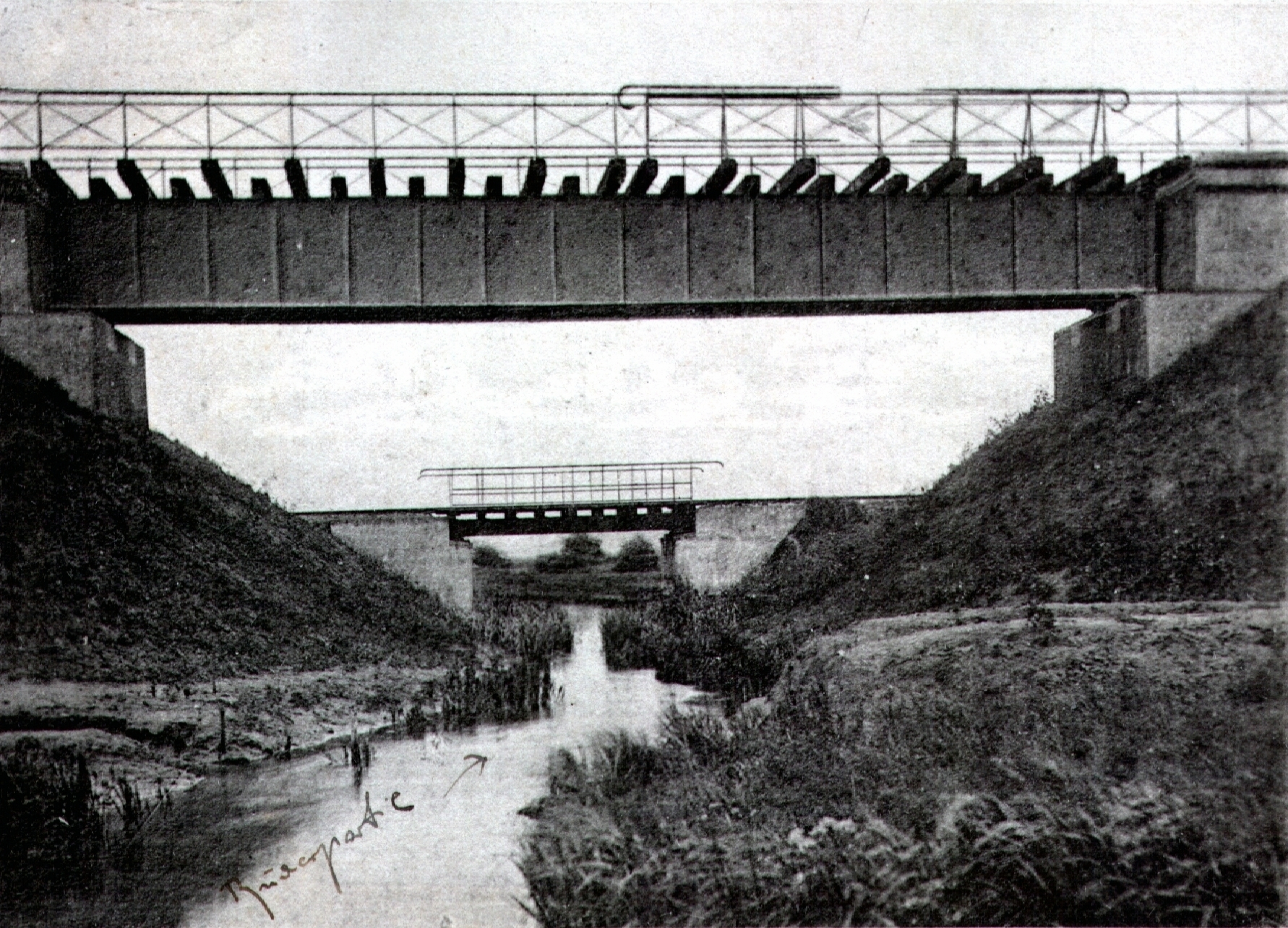

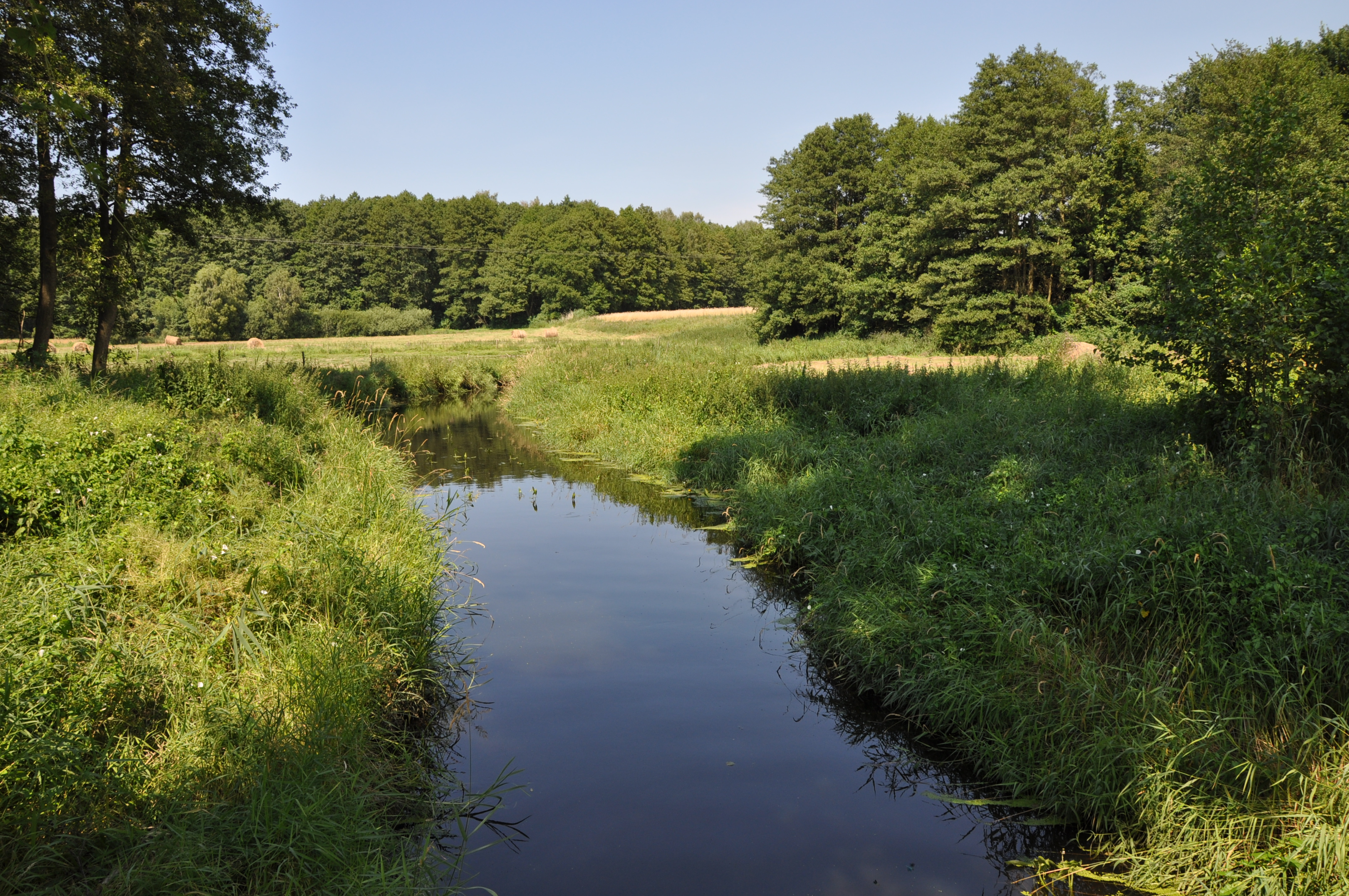

涅米卡河（波蘭語：Niemica），是波蘭的河流，位於該國西北部，由西波美拉尼亞省負責管轄，河道全長27公里，流域面積113平方公里，河畔城鎮有戈爾切夫。